# Patrick Verley
Patrick Verley (* 1944) ist ein französischer Wirtschaftshistoriker und Professor an der Universität Genf. Sein Spezialgebiet ist die Industrielle Revolution.
Er studierte in Paris und war in den 1990er Jahren Maître de conférences an der Universität Paris und später Professor in Genf, wo er 2009 in Rente ging.

## Schriften
- mit Guy Palmade, Jean-Pierre Daviet Das bürgerliche Zeitalter, Fischer Weltgeschichte, Band 27, 1974
- La révolution industrielle, Solar 1985, Folio histoire 1997
- L’échelle du monde, Essai sur l’industrialisation de l’Occident, Gallimard 2013
- La première révolution industrielle, 1750–1880, Paris: A. Colin, 1999, 2. Auflage 2006
- Nouvelle histoire économique de la France contemporaine, Band 2: L’industrialisation 1830–1914, La Decouverte 2003
- Entreprises et entrepreneurs du XVIIIe siècle au début du XXe siècle, 1994
- Exportations et croissance économique dans la France des années 1860, Annales E.S.C., Januar–Februar 1980, S. 73–110